# Bukowina-Institut an der Universität Augsburg
Das Bukowina-Institut an der Universität Augsburg wurde am 10. November 1989 in Augsburg gegründet und widmet sich der Vermittlung und Erforschung von Wissen über Kultur und Geschichte der Bukowina und über Ost-, Ostmittel- und Südosteuropa. Benannt wurde es nach der Bukowina; das ehemalige Habsburger Kronland ist eine historische Region und liegt heutzutage teils in Rumänien und teils in der Ukraine. Es ist seit 2003 ein An-Institut der Universität Augsburg. Das Institut unterhält eine akademische Zusammenarbeit mit der Universität Suceava in Rumänien.

## Geschichte
Im Jahr 1955 übernahm der Bezirk Schwaben, in dem Augsburg liegt, die Patenschaft über die Bukowinadeutschen, die im Rahmen der Umsiedlungen im Zweiten Weltkrieg unter dem Motto Heim ins Reich nach Deutschland, auch Schwaben gekommen waren.
1988 wurde auf Initiative des damaligen Bezirkstagspräsidenten Georg Simnacher das Bukowina-Institut gegründet, um die Kultur und die Geschichte der Bukowina – die von einer besonderen ethnischen und kulturellen Vielfalt geprägt war – zu erforschen, dokumentieren und bewahren. Am 18. Februar 2003 verlieh das Bayerische Ministerium für Wissenschaft, Forschung und Kunst ihm den Status eines An-Instituts der Universität.
Es wird von einem Trägerverein unterhalten, vom Bayerischen Staatsministerium für Familie, Arbeit und Soziales sowie maßgeblich vom Bezirk Schwaben finanziell unterstützt und von einem fünfköpfigen Vorstand geleitet, dessen Vorsitz stets bei einem Professor oder Professorin der Universität Augsburg liegt. Vorstandsvorsitzende ist seit 2012 Marita Krauss, Lehrstuhl für Europäische Regionalgeschichte sowie Bayerische und Schwäbische Landesgeschichte, davor hatte Reinhold Werner dieses Amt inne. Geleitet wurde das Institut von 2017 bis zu ihrer Berufung zur Direktorin des Leibniz-Instituts für Geschichte und Kultur des östlichen Europa im Sommer 2021 von Maren Röger. Seit 2023 ist Jana Osterkamp Leiterin des Bukowina-Instituts und hat zudem die Professur für Verflechtungsgeschichte Deutschlands mit dem östlichen Europa an der Universität Augsburg inne.

## Bibliothek
Die eigene Fachbibliothek mit über 24.000 Bänden ist die größte westliche Sammlung von Werken zur Geschichte und Gegenwart der historischen Bukowina und den damit eng verbundenen Gebieten Südost- und Ostmitteleuropa. Neben originalsprachigen Werken und Fachliteratur verfügt das Bukowina-Institut über einen vielfältigen Bestand rumänischer Zeitungen, die sonst nicht in Deutschland zu finden sind. Die Bibliothek ist an das Katalog- und Ausleihsystem der Universitätsbibliothek angeschlossen, die Bestände sind weitestgehend ausleihbar. Die Sammlung entstand aus einer Bibliothek des Bibliographen Erich Beck, Ehrendoktor der Universität Suceava, die der Bezirk Schwaben 1989 erworben hatte. Durch Spenden und Schenkungen sowie durch Dauerleihgaben zum Beispiel der Universität wuchs die Bibliothek auf ihre heutige Größe.

## Archiv für Schriftgut und Medien
Das Archiv für Schriftgut und Medien umfasst die schriftliche Überlieferung des Instituts und der Landsmannschaft der Buchenlanddeutschen sowie Nachlässe von Bukowiner Personen. Zum Sammlungsgut gehören Zeitschriften verschiedener Heimatkreise und Landsmannschaften. Nach Sachthemen und Ländern geordnet finden sich thematische Ordner mit Zeitungsausschnitten. Eine umfangreiche Sammlung historischer Postkarten und Fotos, seltener Zeitungen auf Mikrofilm sowie Audio- und Filmmaterial runden die Sammlung ab.

## Forschung und Lehre
Die wissenschaftliche Forschung des Instituts und der mit ihr verbundenen Juniorprofessur für „Transnationale Wechselbeziehungen. Deutschland und das östliche Europa“ an der Universität Augsburg (2015–2021 Maren Röger) bildete die Basis für die Vermittlungstätigkeit des Instituts. 2024 übernahm Jana Osterkamp die Professur „Verflechtungsgeschichte Deutschlands mit dem östlichen Europa“, die anstelle der Juniorprofessur eingerichtet wurde.
Aktuell werden Forschungsprojekte mit einem zeitlichen Schwerpunkt im 19. und 20. Jahrhundert verfolgt, unter anderem zur Modernewahrnehmung in der Bukowina, zur Infrastrukturgeschichte, zum Zusammenleben der unterschiedlichen Ethnien, aber auch zu den (Zwangs-)Migrationen des 20. Jahrhunderts und ihrer Erinnerungsgeschichte. Dabei interessieren immer auch die verflechtungsgeschichtlichen Aspekte der beiden Geschichtsregionen Schwaben und Bukowina. Damit bildet das Institut in Augsburg die erste Anlaufstelle für Studierende auf dem Feld der ostmitteleuropäischen Geschichte. In inhaltlich vielfältigen und interdisziplinären Seminaren, praxisorientierten Übungen und Exkursionen werden analytische, methodische und interkulturelle Kompetenzen vermittelt, die die Studierenden dazu befähigen, später verantwortungsvolle Aufgaben als Multiplikatoren zu übernehmen.

## Veranstaltungen
Das Institut bietet ein vielfältiges Programm kultureller und wissenschaftlicher Veranstaltungen an. Dazu zählen Ausstellungen, Lesungen zeitgenössischer ukrainischer und rumänischer Autoren und Filmvorführungen sowie Vorträge renommierter Wissenschaftler aus dem In- und Ausland und internationale Tagungen zu diversen Themen der bukowinischen Kultur und Geschichte, zu weiteren ostmitteleuropäischen Themen sowie die Verflechtung zwischen Deutschland und Ostmitteleuropa.

## Depot für dreidimensionale Sammlung
Im Depot befinden sich etwa 1.700 dreidimensionale Objekte, die das Institut käuflich erworben oder durch Schenkungen und Nachlässe ehemaliger Bewohner aus der Bukowina und deren Umgebung bekommen hat. Es handelt sich hierbei in erster Linie um historische Trachten und alltägliche Gebrauchsgegenstände, welche die kulturelle und ethnologische Vielfalt der Region aufzeigen und von sozialhistorischem Wert sind. Eine Besonderheit im deutschsprachigen Raum stellt die umfängliche Eiersammlung dar, die das traditionelle Kunsthandwerk der Bukowina widerspiegelt.

## Bildungsreisen
Einmal jährlich findet eine Studienreise in die Bukowina, aber auch weite Teile Rumäniens, der Republik Moldau und der Ukraine statt.